# 심원중학교 (경기)
심원중학교(深遠中學校)는 대한민국 경기도 부천시 원미구 중동에 있는 공립 중학교이다.

## 학교 연혁
- 1993년 5월 4일 : 심원중학교 설립인가(12학급)
- 1994년 3월 1일 : 초대 김종대 교장 취임
- 1994년 3월 2일 : 제1회 입학식(230명)
- 2001년 12월 29일 : 급식소 증축 준공
- 2002년 12월 20일 : 교실 증축 준공(5층)
- 2013년 8월 23일 : 체육관 '해랑터' 준공
- 2020년 3월 1일 : 제10대 김상용 교장 취임
- 2024년 1월 15일 : 제30회 졸업식(206명) 누적 졸업생(12,038명)
- 2024년 3월 4일 : 입학(7학급 196명)

## 참고 자료
- 심원중학교 - 한국교육학술정보원 학교알리미